# 260er
Portal Geschichte | Portal Biografien | Aktuelle Ereignisse | Jahreskalender | Tagesartikel

◄ |
2. Jh. |
3. Jahrhundert
| 4. Jh. | ►

◄ |
230er |
240er |
250er |
260er
| 270er | 280er | 290er | ►

260 |
261 |
262 |
263 |
264 |
265 |
266 |
267 |
268 |
269

## Ereignisse
- 260: Der römische Kaiser Valerian gerät in persische Gefangenschaft. Dort stirbt er einige Jahre später. Gallienus, den er als Mitkaiser eingesetzt hat, übernimmt die alleinige Kaisergewalt.
- 262: Der Tempel der Artemis in Ephesos wird als eines der 7 Weltwunder der Antike nach seiner erstmaligen Zerstörung 356 v. Chr. und seinem Wiederaufbau nun endgültig durch die Goten zerstört.
- 263: Fall der chinesischen Shu-Dynastie unter der Invasion der Wei.
- 265: Der Regent Sima Yan setzt den letzten Wei-Kaiser Cao Huang ab und gründet als Jin Wudi die Jin-Dynastie.